# Ithomiini
De Ithomiini zijn een geslachtengroep van vlinders uit de onderfamilie Danainae van de Nymphalidae. De ongeveer 350 soorten uit deze geslachtengroep komen voor in Midden en Zuid-Amerika. De groep is voorheen wel als zelfstandige familie Ithomiidae en als onderfamilie Ithomiinae van de Nymphalidae beschouwd.
Veel vlinders uit deze familie hebben doorzichtige vleugels met oranje en zwarte tekening.

## Subtribus
- Dircennina
- Godyridina
- Ithomiina
- Mechanitina
- Melinaeina
- Napeogenina
- Oleriina
- Tithoreina

## Enkele geslachten
- Dircenna
- Greta
- Ithomia
- Mechanitis